# 舞濱度假區線
株式會社舞濱度假區線（日语：株式会社舞浜リゾートライン）是日本千葉縣浦安市境內一家鐵路公司，負責迪士尼度假區線（單軌電車）的營運管理。該公司為東京迪士尼樂園營運商Oriental Land的全資子公司，屬於泛京成集團的一員。

## 簡介
舞濱度假區線公司成立於1997年4月9日，是Oriental Land初期建設投資高達370億日圓。由於迪士尼度假區線的資產折舊和利息費用負擔龐大，舞濱度假區線公司在2007年2月以股東增資後公司帳務仍存在超額債務的情況為由申請調整車資上限，翌月經答辯後獲得國土交通省運輸審議会通過。公司其後又因應2014年消費税率調漲再度申請調整車資上限並獲通過。
另自2009年3月起，該社為首都圈共通電子票證「PASMO」的加盟業者，目前持有全國互相使用服務對應交通系IC卡可直接乘坐轄下路線而毋須另行購票。

## 路線列表
| 中文線名       | 日文線名 | 英文線名 | 形式                         | 通車日期      | 起訖點     | 距離（公里） | 備註         |
| -------------- | -------- | -------- | ---------------------------- | ------------- | ---------- | ------------ | ------------ |
| 迪士尼度假區線 |          |          | 日本跨座式（ALWEG） 單線環狀 | 2001年7月27日 | 度假區總站 | 5.0          | [ 5 ] [ 10 ] |

## 外部連結
- 迪士尼度假區線安全報告書 （页面存档备份，存于）（日語）